# Nabis kavahalu
Nabis kavahalu är en insektsart som först beskrevs av George Willis Kirkaldy 1907.  Nabis kavahalu ingår i släktet Nabis och familjen fältrovskinnbaggar. Inga underarter finns listade i Catalogue of Life.